# مقاطعة زنجان
مقاطعة زنجان هي إحدى مقاطعات محافظة زنجان الإيرانية، وقد بلغ عدد سكان هذه المقاطعة (وفقاً لإحصائيات عام 2006 م) حوالي 442,728 نسمة يتوزَّعون على 113,883 عائلة، وهم - كغالبية أو كل مدن محافظة زنجان - من الأقلية الآذرية في إيران، وتتشكل هذه المقاطعة من ثلاث ضواحي؛ هي الضاحية المركزية، ومركز الضاحية مدينة زنجان التي هي كذلك عاصمة لمقاطعة زنجان ومحافظة زنجان، والضاحيتين الأخريتين هما؛ ضاحية زنجانرود، وضاحية قرة پشتلو. وتتكون المقاطعة من مدينتين رئيسيتين هما مدينة زنجان، ومدينة أرمغان خانه.